# 名偵探柯南：絕海的偵探
《名偵探柯南：絕海的偵探》，是日本漫画家青山剛昌漫画系列《名偵探柯南》的第17部剧场版，2013年4月20日在日本上映。截至6月9日，票房在第八週的收入為35億940萬6,150日圓，創下歷屆柯南劇場版的新高紀錄。《絕海的偵探》日本區的票房結算為36.3億日元。也是柯南連續五年突破30億大關。並發表《鲁邦三世VS名侦探柯南 THE MOVIE》將於同年12月上映的情報。
此作內容以神盾艦為舞臺，描述間諜滲透該艦、柯南等人捲入一場由海上自衛隊人員所引發的重大陰謀中。

## 本作特色
- 這是山本泰一郎自《名侦探柯南：沉默的15分钟》以來，首次沒有擔任導演，但以監修的身分參與工作。為静野孔文初次獨自監督的作品。腳本則是由曾寫過《相棒》和《ATARU》的櫻井武晴所擔當，這是他第一次撰寫動畫片的腳本。此外這也是柯南劇場版史上首度出現日本自衛隊，由海上自衛隊全力協助製作。
- 在《周刊少年Sunday》之「2013年Sunday動畫計畫」中，本作的介紹順序排第一。
- 影片中出現搭載了神盾戰鬥系統的飛彈驅逐艦“穗高號（ほたか）”的原型是愛宕型護衛艦，舷號等細節與現實不同。
- 现实中海上自衛隊神盾艦的另外一种型号金剛級護衛艦“霧島號”也加入素材中。
- 影片中“穗高号”的舷號“DDG-170”，在现实中是太刀风级护卫舰“泽风号（さわかぜ）”的舷號。
- 以有限空间作为主要舞台的剧场版中，本作登場之配角是最多的。
- 正式海报和场刊宣传册上有愛宕型发射导弹的情景，正片中無出现。
- 本次的特邀聲優為柴崎幸，出演的角色為女性自衛官藤井七海，而柴崎幸本身也是柯南迷。在公映后的回饋中，柴崎幸的配音得到好评，这是自《名偵探柯南：戰慄的樂譜》开始邀请外援擔任聲優后少有的。
- 由于本作案件不属于警视厅管辖范围，而是屬於中央的防衛省及自衛隊管轄，所以先前每次都直接参与调查的目暮警官等角色，本次只作为毛利小五郎的协助调查者出场。
- 前16部剧场版中均登场的主要刑警角色白鸟任三郎本次無登场，本片也是白鸟任三郎第一次沒在劇場版出現。
- 此外由於舞台位居近畿地方，故此大阪府警服部平藏、遠山銀司郎、大瀧悟郎，京都府警綾小路文麿均有現身。
- 另外本片亦為自《名偵探柯南：第十四號獵物》以來，相隔15年再度出現「沉睡的小五郎」，以及自《名偵探柯南：漆黑的追跡者》以來，毛利蘭再次展現其高超的空手道實力。
- 本片為首次在片尾曲中除了出現真實場景以外，還有出現故事本身的結尾畫面。
- 本劇場版結束後播放了M18的製作決定，背景為烏雲，從瞄準鏡裡看到成為狙擊目標的鈴木塔（原型為晴空塔），將於2014年4月公映；隨後播放了《鲁邦三世VS名侦探柯南 THE MOVIE》製作決定，將於2013年12月公映。
- 柯南系列從《名偵探柯南：引爆摩天樓》起至本部劇場版的總累計觀影人數，於2013年6月3日正式突破4千萬人。
- 此為自《名偵探柯南：水平線上的陰謀》以來，相隔8年再度以船舶為舞台的劇場版。
- 在片尾曲中，有別於先前作品的背景僅為實景畫面，本作還包括了一部分故事本身的結尾。
- 本作票房一度高居歷屆之冠，直到隔年由《名偵探柯南：異次元的狙擊手》超越。

### 宣傳標語
- 日文：
- 中文：「这个，不糟糕吗？！」

- 日文：
- 中文：「突破界限！終極的間諜謎團！」

- 日文：
- 中文：「非常危险紧急任务！目标是日本全国！」

## 劇情介紹
全國緊急事情發生！
「緊急接近下！這艘船可能放置了爆破物……」京都舞鶴港灣的晨曦，出現了一艘身分不明的船隻，遺留在船上的檔案及物品經查發現全部皆非來自日本國內。此一新聞的報導，讓日本全國陷入恐慌。
突然遇襲的日本海上護衛艦「神盾艦」！
柯南、小蘭、毛利小五郎以及少年偵探團等人，一同參加了神盾艦的體驗航海活動，在日本海上自衛隊員的示範下，親眼見識到氣勢非凡的空中對戰演習。這時候，神祕的敵軍突然來襲，演習旋即變成了真實的激烈對戰!小蘭與少年偵探團成員看到眼前的這一切，感到十分恐懼與不安。在海上自衛隊冷靜的應對處理下，戰況總算平息了下來，但是卻摸不清敵人的目的為何。在此同時，艦裏發現了一隻自衛隊員的左手殘肢，那隻手上戴了一隻時間停滯在上午5時30分的手表……在如此不尋常的事態下，大阪府警方與京都府警方也緊急出動直升機前來現場，協力展開調查。而實際上並未登艦的女性自衛官──藤井七海，也在此時謎樣般的現身……
危險度150%！與看不見的敵人進行諜報戰！
憑藉着犯人追踨眼鏡、最新偵探工具「衛星電話手錶」，以及在大阪的平次、和葉的協助下，柯南與灰原、阿笠博士對此一事件展間調查，赫然發現的間諜「X」竟然正潛伏在艦上！究竟間諜「X」是誰？自衛隊員的左手、謎樣般的女性自衛官，他們之間又有甚麼關聯存在呢？在這艘神盾艦上所發生的事件，其實正蘊藏着一樁牽連日本全國的巨大陰謀！
間諜所持的尖銳刀刃正朝向平次！甚至連小蘭也有危險！「相信你一定能找到……因為新一是名偵探」承諾過的約定，一定要守護的夥伴。
如今絕海的緊急任務，柯南將全面反擊！

一天清晨，在京都府舞鶴灣巡邏的海岸防衛隊正明倉田發現一艘裝有自殺式炸彈的可疑船隻。
同日，日本海上自衛隊將在舞鶴灣舉行宙斯盾驅逐艦穗高號試航。參加者中了高獎彩券的柯南等人，但因可疑船引起軒然大波，進船時檢查更加嚴格，手機也被沒收。在井上文忠船長的指導下，穗高號順利完成了她的航行計劃，但就在CIC的防空反潛作戰訓練結束之前，一個不明物體接近該艦，艦內陷入了一種狀態空氣混亂。幸虧航海家思維敏捷，能夠偽裝成訓練演習，而且幸運的是，接近的物體只是一艘被水流沖走的廢棄船隻，所以並沒有出現大的混亂，但柯南卻產生了懷疑關於騷動。
後來，巡視前甲板時，柯南向獨自進行防空反潛作戰訓練的男孩雨宮勇氣喊話。在與雨宮勇氣的父親分道揚鑣後，柯南遇到了不在神盾艦「帆高」號上服役的女自衛隊軍官藤井七海。當柯南問藤井從事什麼工作時，藤井回答說：“我為船員做飯”，但藤井制服上的軍銜徽章顯示為一等海佐，而她並不是自衛隊高級軍官，柯南對藤井表示懷疑。他的工作是指揮而不是在野戰，而中尉是日本海上自衛隊宙斯盾艦等大型艦艇的艦長級別，請發送官方照片並請求調查。柯南試圖展開調查，陪著柯南去洗手間的小蘭在不知不覺中走錯了路線去洗手間，結果發現現場只有成員笹浦洋介的左臂。雖然小蘭提到了小五郎的名字並提出願意配合調查，但柯南卻聯繫了大阪的平次，請求他配合調查，但緊接著他與外界的接觸很可能會被海上自衛隊發現。此外，他也透過海上自衛隊的無線電得知了某國間諜X的存在 。
平次在若狹灣的造船廠發現了笹浦的溺水屍體，沒有了左臂，並注意到他脖子上的紅色油漆不是血。大約在這個時候，包括目暮督察在內的警察與海岸警衛隊官員一起乘坐SH-60K巡邏直升機加入神盾艦並開始調查，但日本海上自衛隊似乎在隱瞞什麼。後來，在船上發現了受害者的microSD卡被移除的手機，並透露笹浦一直在複製神盾艦的數據。柯南看到藤井在船長室表現可疑，獲取了藤井發送到自己電腦上的一些數據，並通過衛星無線電波將這些數據發送給阿笠博士，檢測到衛星無線電波後成功呼叫了目暮督察等人。當藤井和其他海上自衛隊成員被詢問他們的可疑行為時，他們終於站出來了。
事實上，藤井並不是「穗高號」的正式船員，而是自衛隊資訊安全部隊的成員，他正在調查笹浦號所涉及的資訊洩露事件。以逮捕據信，X潛入穗高號是為了獲取有關神盾艦的機密信息，但柯南想知道藤井為什麼不告訴他，因為他有微型SD。當柯南準備取回物品檢查房間內的通訊設備時，他給小五郎安裝了竊聽器並離開了這裡。
京都府警察的綾小路文麿和他的部下車毛織偵探乘坐直升機加入了他們。大約在那個時候，平次見到了阿笠博士，灰原分析了紅色油漆，發現這是用作船舶油漆的TBT，據我所知，笹浦的軀幹沒有被洋流沖走。另據透露，柯南發送的資料是神盾艦資料的一部分，這些資料是笹浦保存在網路雲端服務上，然後複製到他手機的資料卡上的。柯南想知道為什麼笹浦將神盾艦的訊息保存在私有雲端服務上。
柯南從小五郎身上的竊聽裝置中得知，今天早上5點30分左右，觀光船上的一名工作人員目睹了笹浦揮舞著日之丸旗幟。另據透露，笹浦洩漏了神盾艦的資料。
防空反潛作戰訓練即將結束，艦長因不明物體接近艦船的騷動來到CIC，推斷艦長室無人的柯南發現勇氣的父親是X 。柯南解釋說，當X搖晃船時，他正在船長室，當他說“雨宮先生”時，他沒有立即轉身，“勇氣皮膚炎的藥是口服藥，而不是藥膏”。他們不斷告訴他們X有食物過敏，以此逼迫X。柯南試圖從彈射帶中取出一個球，但因為小五郎的名片而摔倒。由於周圍還有其他參與者，他得以避免被殺死，但當勇氣告訴他他的父親將被殺死時，他暫時停止了追逐X。
X與勇氣在禁區裡一起散步時被小蘭看到，當小蘭試圖與他交談時，勇氣揭露了這個人是間諜的真相。小蘭決定與X戰鬥，並用空手道將他逼入絕境，但由於X的懦弱手段，她被扔進海裡。同時，平次與和葉在關西國際機場尋找竹川，和葉成功找到了竹川，但遭到槍口威脅。
柯南踢球擊中X，成功逮捕了他，平次也成功逮捕了竹川，儘管他只受了擦傷。隨後柯南接到阿笠醫生的電話，用麻醉針射殺了小五郎，並透露了他的理論：倉田正明就是殺死笹浦的人。就在嫌犯被抓獲、案件以為已經結束時，勇氣的證詞顯示小蘭在與間諜戰鬥後失踪，X也承認他把小蘭丟進海裡是為了讓她閉嘴。
一行人派出直升機尋找小蘭，但沒有找到她。太陽落山的時候海水溫度會在五點左右下降，所以就在時間即將結束的時候，柯南想起了光彥送給小蘭的電波手錶。當柯南向光彥詢問時，他說他只能在早上五點整和下午五點鐘才能收到無線電波，所以我準備了無線電波檢測裝置，但沒有任何反應。儘管如此，一行人還是繼續尋找，經過一段時間後，他們終於成功探測到了無線電波。由於海水的反射，直升機飛行員無法看到需要救援的小蘭，但柯南認為小蘭是小五郎的金色名片的倒影，並成功引導他找到了小蘭。

## 登場人物

### 原作角色
| 角色         | 配音       | 配音     | 配音     | 簡介 |          |
| 角色         | 日本       | 臺灣     | 香港     | 簡介 |          |
| 主要角色     | 主要角色   | 主要角色 | 主要角色 | 主要角色 | 主要角色 |
| ------------ | ---------- | -------- | -------- | --- | -------- |
| 江戶川柯南   | 高山南     | 蔣篤慧   | 周恩恩   | 本作品男主角，原高中生名偵探工藤新一，被黑暗組織的琴酒灌下毒藥而縮小身體變成小孩，後化名為江戶川柯南，寄住在毛利家中並暗中調查黑暗組織。 |          |
| 工藤新一     | 山口勝平   | 劉傑     | 李家傑   | 本作品男主角，原高中生名偵探工藤新一，被黑暗組織的琴酒灌下毒藥而縮小身體變成小孩，後化名為江戶川柯南，寄住在毛利家中並暗中調查黑暗組織。 |          |
| 毛利蘭       | 山崎和佳奈 | 魏晶琦   | 王夢華   | 本作品女主角，新一的青梅竹馬，運動神經發達，擅長空手道，曾獲得全國高中空手道關東大賽的冠軍。                                             |          |
| 毛利小五郎   | 小山力也   | 曹冀魯   | 黄志明   | 小蘭的父親，英理的丈夫，私家偵探，外號沉睡小五郎，原刑警，辭職後在家開設毛利偵探事務所。                                                 |          |
| 朋友相關角色 |            |          |          | |          |
| 灰原哀       | 林原惠     | 魏晶琦   | 陳子瑩   | 柯南的搭檔兼好友，本名宮野志保，原黑暗組織科學家雪莉。吃下毒藥而縮小身體，逃離組織後寄住在阿笠家中，並化名灰原哀。                       |          |
| 阿笠博士     | 緒方賢一   | 徐健春   | 周永光   | 工藤家的鄰居兼好友，科學家兼發明家，會發明出一些道具讓柯南在案件中使用，在灰原哀逃離黑暗組織後收留她。                                   |          |
| 吉田步美     | 岩居由希子 | 傅其慧   | 莊巧兒   | 三人為帝丹小學一年級生，後來與轉學生柯南和灰原一同組成少年偵探團。                                                                       |          |
| 小嶋元太     | 高木涉     | 劉傑     | 陳志強   | 三人為帝丹小學一年級生，後來與轉學生柯南和灰原一同組成少年偵探團。                                                                       |          |
| 圓谷光彦     | 大谷育江   | 魏晶琦   | 曾月娥   | 三人為帝丹小學一年級生，後來與轉學生柯南和灰原一同組成少年偵探團。                                                                       |          |
| 鈴木園子     | 松井菜櫻子 | 傅其慧   | 莊巧兒   | 小蘭的好友兼同學，鈴木財團的二千金，時常邀請毛利家參加各式的宴會活動，與京極真是戀人關係。                                               |          |
| 服部平次     | 堀川亮     | 曹冀魯   | 陳健豪   | 知名的關西高中生偵探，與和葉互相暗戀，和新一是好友，為劍道高手，說話時帶有濃厚關西腔。在本作與柯南一同調查案件。                         |          |
| 遠山和葉     | 宮村優子   | 蔣篤慧   | 曾月娥   | 平次的青梅竹馬，與平次互相暗戀，和小蘭是好友，為合氣道高手。                                                                             |          |
| 警察相關角色 |            |          |          | |          |
| 目暮十三     | 茶風林     | 徐健春   | 陳志強   | 警視廳搜查一課的警官（警部），曾是毛利小五郎的上司，經常在兇案現場要求部下調查相關證據。                                                 |          |
| 佐藤美和子   | 湯屋敦子   | 魏晶琦   | 陳子瑩   | 兩人為警視廳搜查一課的刑警，佐藤為警部補、高木為巡查部長。                                                                               |          |
| 高木涉       | 高木涉     | 劉傑     | 李家傑   | 兩人為警視廳搜查一課的刑警，佐藤為警部補、高木為巡查部長。                                                                               |          |
| 服部平蔵     | 小山武宏   | 陈幼文   | 周永光   | 大阪府警總部長（警視監），平次的父親，其推理能力遠在新一和平次之上。                                                                     |          |
| 遠山銀司郎   | 小川真司   | 劉傑     | 陳志強   | 大阪府警刑事部長（警視長），和葉的父親，平藏的下屬兼左右手。                                                                             |          |
| 大瀧悟郎     | 若本規夫   | 徐健春   | 陳健豪   | 大阪府警的警官（警部），與服部家及遠山家的關係良好。                                                                                     |          |
| 綾小路文麿   | 置鲇龍太郎 | 曹冀魯   | 陳健豪   | 京都府的警部，出身官宦家庭，外號貴族警部，辦案時常帶著「自己最好的朋友」斑紋松鼠。                                                       |          |
| 车折警官     | 泽木郁也   | 徐健春   | 李家傑   | 京都府的刑警，綾小路的部下。 |          |

### 本作角色
| 角色       | 配音       | 配音     | 配音     | 簡介 |          |
| 角色       | 日本       | 臺灣     | 香港     | 簡介 |          |
| 本作要角   | 本作要角   | 本作要角 | 本作要角 | 本作要角 | 本作要角 |
| ---------- | ---------- | -------- | -------- | --- | -------- |
| 藤井七海   | 柴咲幸     | 傅其慧   | 陳子瑩   | 宙斯盾舰“穗高”号临时船员，自卫队情报保全队隊员，海上自卫队一等海佐（上校）。少有的女性自衛官，本来不应登上神盾艦却神秘地出现在船上，掌握着案情重要线索。 |          |
| 雨宮勇氣   | 三田友子   | 傅其慧   | 曾月娥   | 本次事件当中体验航海的少年小学生。是过敏体质，随身带着药物。名字中的“勇气”，是其父亲希望他能有勇气地生活。在宙斯盾舰的骚动中与父亲走散，一个人害怕的发抖时与柯南进行了交谈。 |          |
| 间谍「X」  | 黑田崇矢   | 曹冀魯   | 李家傑   | 以雨宮勇氣假辦父子而潜入宙斯盾舰“穗高”号的某國间谍。格斗实力很强，甚至在小兰之上，性格残忍，头脑也十分出色，後被逮捕。 |          |
| 立石由紀夫 | 廣田行生   | 曹冀魯   | 周永光   | 宙斯盾舰“穗高”号舰长，海上自卫队一等海佐。应对突发事件时能够冷静处置。 |          |
| 井上文忠   | 幸野善之   | 陈幼文   | 陳健豪   | 宙斯盾舰“穗高”号航海科航海长，海上自卫队三等海佐（少校）。是本次航海旅行的导游，主要为乘客介绍军舰情况。 |          |
| 關口誠     | 成田剑     | 陈幼文   | 李家傑   | 宙斯盾舰“穗高”号警務官（憲兵），海上自卫队一等海尉（上尉）。在本次事件当中搜查凶手。 |          |
| 笹浦洋介   | 水内清光   | 陈幼文   | 周永光   | 若狭地方队的情报官，海上自卫队一等海尉，体验航海活动的乘务员。在事件中遇害，左手在宙斯盾舰上由自卫队员尋獲，遗体在若狭湾的造船场中发现。 |          |
| 倉田正明   | 松风雅也   | 陈幼文   | 李家傑   | 海上保安厅・若狭海上保安部警备科成员。在早晨的例行巡查中，在舞鹤港发现装载着炸弹的谜一般的船只，發現可疑人士時上前追捕，卻不慎害其墜海身亡並左手被輾斷，在得知是笹浦洋介的手機後對害死同袍的事情心生恐懼，後就通報海上保安部，將笹浦的手機放在船艦上，並讓笹浦以遭到殺害為由結案，最後事情曝光後，將武器交出，為自己的自私跟過失行為向所有人道歉後，被綾小路文麿依過失致死給上銬逮捕。 |          |
| 宗川勉     | 天田益男   | 徐健春   | 黃志明   | 海上保安厅・若狭海上保安部刑事课的海上保安官。 |          |
| 其他配角   |            |          |          | |          |
| 副艦長     | 梅津秀行   | 徐健春   |          | 宙斯盾舰“穗高”号副艦長兼船務科船務長，海上自卫队二等海佐。与舰长一同在舰内搜查间谍“X”，接受CIC（作战情报中心）总部发出的指令并辅佐舰长。 |          |
| 佐久间重吾 | 麻生敬太郎 | 劉傑     | 陳志強   | 宙斯盾舰“穗高”号CIC战斗行动指挥官，海上自卫队三等海佐。 |          |
| 我孫子勇治 | 毛利賢一   | 劉傑     | 陳志強   | 宙斯盾舰“穗高”号舰内警卫，海上自卫队三等海尉。 |          |
| 渡边隼人   | 鈴木清信   | 徐健春   |          | 宙斯盾舰“穗高”号舰内警卫，海上自卫队三等海尉。 |          |
| 泽村启太   | 蓮池龍三   | 劉傑     | 陳健豪   | 宙斯盾舰“穗高”号机械师，海上自卫队三等海尉。 |          |
| 野津原将   | 三戸耕三   | 陈幼文   | 李家傑   | 宙斯盾舰“穗高”号CIC船务员，海上自卫队三等海尉（少尉）。 |          |
| 岸大和     | 津久井教生 | 徐健春   |          | 宙斯盾舰“穗高”号CIC通信员，海上自卫队二等海尉（中尉）。 |          |
| 丸山一     | 松本大     | 徐健春   |          | 宙斯盾舰“穗高”号CIC通信员，海上自卫队二等海尉。 |          |
| 味谷勇作   | 土田大     | 于正昇   |          | 宙斯盾舰“穗高”号CIC勤务员，海上自卫队三等海尉。 |          |
| 的场章     | 鳥海勝美   | 曹冀魯   |          | 宙斯盾舰“穗高”号CIC勤务员，海上自卫队三等海尉。 |          |
| 畑宗德     | 西前忠久   | 徐健春   |          | 宙斯盾舰“穗高”号CIC勤务员，海上自卫队三等海尉。 |          |
| 竹川       | 宗矢樹賴   | 劉傑     |          | 调查笹浦的手后所引出的潜入日本，在休眠会社中进行活动的某国间谍，後被逮捕。 |          |
| 电子語音   | 甲斐田裕子 | 魏晶琦   |          | 宙斯盾舰“穗高”号搭載的電子語音，負責報告船上情況。 |          |

## 歌曲
| 類別   | 曲名             | 作詞     | 作曲     | 編曲     | 演唱     |
| ------ | ---------------- | -------- | -------- | -------- | -------- |
| 主題曲 | 再一次（日语：ワンモアタイム） | 齊藤和義 | 齊藤和義 | 齊藤和義 | 齊藤和義 |

因創作並演唱日劇《家政婦女王》主題曲《想要變得溫柔》而名聲大噪的齊藤和義先生受邀為本次柯南劇場版創作主題曲。這次是齊藤先生首次為柯南動畫獻聲，也是首次由B'z之外的男歌手演唱劇場版主題曲，另外也是第3次由非Being系歌手演唱主題曲。
本次推薦齊藤先生的是TMS的石山製作人，他覺得齊藤的作品風格簡潔、樸素時髦，可以表現出柯南帥氣時髦的感覺。齊藤先生對能為柯南獻聲感到非常光榮和自豪。他不僅對間諜故事感興趣，也對劇中不可或缺的柯南與小蘭的愛情故事印象深刻。他表示，本曲能給人一種克服了很多困難，最終目的達成，內心變得興奮驕傲的感覺。據柯南製作人介紹，這是一首節奏明朗歡快、使人感受到身處輪船之上、充滿海洋溫馨氣息的浪漫歌曲，是柯南電影史上少見的歌曲類型。

## 工作人員
以下内容来自：
- 原作：青山剛昌
- 导演、分镜：静野孔文
- 監修: 山本泰一郎
- 剧本：櫻井武晴
- 音乐：大野克夫
- 分镜协助：寺冈岩、平野俊贵、西森章
- 演出：静野孔文、永冈智佳、古田丈司、伊藤真朱
- 人物设定 / 总作画监督：须藤昌朋
- 作品设计：本桥秀之
- 作画监督：清水义治、牟田清司、野武洋行、河村明夫、八崎健二、石川晋吾、大岛美和
- 作画监督补：桥本正则、岩井伸之
- 效果作画监督：寺冈岩、堀内博之
- 美术：涩谷幸弘
- 色彩设计：加藤里惠
- 摄影监督：西山仁
- 3D CGI 制片人：后藤优一
- 剪辑：冈田辉满
- 录音监督：浦上靖夫、浦上庆子
- 故事编辑：饭冈顺一
- 制作人：诹访道彦、浅井认、石山桂一
- 助理制作人：米仓功人
- 协助：日本防卫省、海上自卫队
- 动画製作：TMS/V1 Studio
- 「名偵探柯南：絕海的偵探」製作委員會 
  - 小学館
  - 讀賣電視台
  - 日本電視台
  - ShoPro
  - 東寶株式會社
  - TMS Entertainment
- 发行：東宝

## 票房
- 第一周

《名偵探柯南：远海的侦探》首周在日本共344家影院上映，票房高达6亿7154万8700日元，观影人次56万5914人。刷新2012年第16部剧场版《名偵探柯南：第11位前锋》首周6.2974亿的记录，成为了柯南历史上首周票房最高的剧场版。也超越《蜡笔小新 笨蛋好吃！B級美食大逃亡！》（2亿2533万）和《林肯》（8975万）成为首周票房榜冠军。
- 第二周

经过黄金周第一个周末，M17上映两周票房已累计16亿4485万6300日元，累计观影137万6741人次。仅上映不足10天，票房就已突破15亿，观影突破100万人次，再次打破历代同期最高记录（第二周票房是M 16同期的125%、M13同期的127%），并连续两周位于周票房榜首位。
- 第三周

黄金周之后，M17票房继续高涨，票房达到第二周的105%。截止5月6日，票房累计27亿2541万9550日元，累计观影227万6285人次。连续三周位于周票房榜首位、打破历代同期最高纪录，向着M13《漆黑的追踪者》35亿日元的柯南剧场版票房纪录进发。
- 第四周

上映第四周为日本黄金周过后的第一周，柯南历届剧场版票房通常从这时期开始增幅放缓，但M 17却依然成为周票房榜冠军，蝉联四周冠军。累计票房29亿7724万3800日元，累计动员观众247万8863人次。超越M 13第四周29.1亿日元的票房记录。日本官网也特地更新画面庆祝柯南达成V4。
但是M 17票房却不可避免地出现了大幅跳水的情况，维持344块屏幕的公映规模却仅收入1亿5519万日元，较上一个周末下跌66%。对此，柯南片方将继续增加上映场次，使M 17有希望荣登柯南剧场版票房榜首。
- 第五周

M 17在第五周票房累计票房31亿8515万1500日元，累计动员264万6596人次。惜败于5月18日上映的《黑百合住宅区》（1.534亿），退居周票房榜第2位，未能达成5连冠。31.8亿的成绩已经成功超越M 15《名偵探柯南：沉默的15分钟》（31.5亿）。
- 第六周

M 17第六周票房累计33亿3595万250日元，累计动员276万8231人次。依旧败于《黑百合住宅区》，仍维持周票房榜第2位成绩。33.3亿的票房超越了前作M 16《名偵探柯南：第11位前锋》（32.9亿日元），暂居柯南剧场版票房第3位。
- 第七周

截至6月2日，M17累计票房34亿5219万5150日元，累计动员286万8847人次。虽然落至周票房榜第7位，但已经超越M 6《名偵探柯南：贝克街的亡灵》（33.8亿日元），暂居历史第2位。突破M 13《名偵探柯南 漆黑的追踪者》35亿日元的柯南剧场版最高票房纪录已成定局。
- 第八周

截至6月9日，M17累计票房35亿940万6150日元，累计动员291万5894人次。刷新2009年M 13《名侦探柯南 漆黑的追踪者》35亿日元的历史最高纪录，荣登柯南剧场版票房榜首位。日本官网也更新了画面以庆祝柯南剧场版突票房破最高纪录。
柯南剧场版系列（至今共17部）也已经累计动员观众突破4000万人次,共计上映51天的票房成绩是前作《名侦探柯南：第11位前锋》（32亿9000万日元）票房的109.4%。
- 第九周

截止6月16日，M17累计票房35亿4767万3450日元，累计动员294万7174人次，落至票房榜第十位。
- 第十周

截止6月23日，M17累计票房35亿7233万6750日元，累计动员296万7265人次，位于票房榜第11位。至此，M 17连续9周位于票房榜前10位，创下了柯南剧场版的记录。
- 第十一周

截止6月30日，M17累计票房35亿7442万8111日元。位于票房榜第13位。
- 最終票房

《名偵探柯南 絕海的偵探》（日本區）的最終票房結算為36.3億日元。位居歷代第一，也是柯南連續五年突破30億大關。這個記錄後來由特別劇場版《魯邦三世VS名偵探柯南 THE MOVIE》所打破。
| 上一届： 《龍珠Z劇場版》 | 2013年日本週末票房冠軍 第16-19周 | 下一届： 《黑百合住宅區》 |

## 發行

### 影碟
日本
- DVD出租：2013年10月11日
- DVD发售：2013年11月27日
- 蓝光发售：2013年11月27日

台灣
- VCD發售：2013年10月4日（發行商：普威爾）
- DVD發售：2014年1月9日（發行商：普威爾）
- 藍光發售：2014年1月9日（發行商：普威爾）

香港
- DVD/VCD發售：2013年12月19日（发行商：新映影片）

### 書籍
在電影正式上映前，本作的小說於2013年4月18日由小學館先行出版。
| 冊數 | 小學館         | 小學館                 | 青文出版社    | 青文出版社        |
| 冊數 | 發售日期       | ISBN                   | 發售日期      | EAN               |
| ---- | -------------- | ---------------------- | ------------- | ----------------- |
| 上   | 2013年11月18日 | ISBN 978-4-09-124537-3 | 2015年3月18日 | EAN 4718016011946 |
| 下   | 2013年11月18日 | ISBN 978-4-09-124538-0 | 2015年3月18日 | EAN 4718016011953 |

## 相關電視節目
在上映的4月20日，本作的特典動畫《消失的老店和日式点心》於電視上作為原創集數之一播送。這是歷屆柯南劇場版的首次。由於本作以京都為舞台，故也是京都府警察綾小路文麿首次在電視動畫裡登場，此外，本集也是柯南TV動畫首次以1080P高清格式製作。
- 剧场版特典《嫌疑人·柴咲幸与宙斯盾舰的秘密》
  - 为剧场版进行宣传的特别电视节目，于2013年4月11日在日本电视台播出。由特邀声优、著名女星柴咲幸、搞笑组合インパルス、日本电视台主持人马场典子出演，主题曲演唱者齐藤和义也友情出镜。节目除了探秘宙斯盾舰内部奥秘之外，也披露了不少新画面。

- 剧场版联动TV 694《消失老店的日式点心》
  - 这集是本次剧场版的关联故事，于剧场版首映当天（2013年4月20日）在电视上播出。讲述柯南等人在参观宙斯盾舰的前一天访问京都时遇到的案件。剧场版原创人物绫小路文麿也是首次在TV版中登场。本集与M 17一样，均由樱井武晴担任编剧。[12]

## 外部連結
- 互联网电影数据库（IMDb）上《名偵探柯南：絕海的偵探》的资料（英文）
- 名探偵コナン 絶海の探偵公式サイト - ウェイバックマシン（2013年4月23日アーカイブ分）
- 名探偵コナン 絶海の探偵 （页面存档备份，存于） - トムス・エンタテインメント
- 名探偵コナン 絶海の探偵 （页面存档备份，存于） - allcinema
- 名探偵コナン 絶海の探偵 （页面存档备份，存于） - KINENOTE
- 名探偵コナン 絶海の探偵 （页面存档备份，存于） - 文化庁日本映画情報システム
- Detective Conan Private Eye in the Distant Sea （页面存档备份，存于） - オールムービー
- 名探偵コナン 絶海の探偵 （页面存档备份，存于） - 映画.com
- 名探偵コナン 絶海の探偵 （页面存档备份，存于） - Movie Walker
- YouTube
  - 劇場版『名探偵コナン 絶海の探偵』特報 （页面存档备份，存于） - YouTube
  - 映画『名探偵コナン 絶海の探偵』予告編 （页面存档备份，存于） - YouTube